# 무라카미 마사쿠니
무라카미 마사쿠니(일본어: 村上 正邦, 1932년 8월 21일~2020년 9월 10일)는 4선 참의원 의원을 지낸 일본의 정치인이다.

## 생애

### 학창 시절
1932년 8월에 후쿠오카현 가호군에서 태어났다. 그의 아버지는 에히메현 사이조시 출신인데 유흥에 빠져 지내 재산을 탕진하여 고향에서 쫓겨나다시피 하며 지쿠호 탄전에 정착했다. 이후 아내와 함께 탄광에서 일을 하며 생계를 이어갔는데 버릇을 고치지 못해 자주 야반도주를 했고 그 와중에 태어난 아들이 무라카미 마사쿠니였다.
마사쿠니는 학창 시절에 낮에는 다가와군 소에다정의 탄광의 노동조합 사무소에서 활동하고 밤에는 가와사키정의 학교를 다니며 공부했다. 그러다 조합장인 야마모토 후미오의 권유로 정식 직원이 되어 측량과에서 일하게 됐다. 노동조합 일도 계속해서 대의원이 되었으며 노동조합의 어용화에 반발하며 1951년에 서기장 선거에 출마했지만 낙선했다.
그러던 중 학교 은사의 권유로 1952년에 다쿠쇼쿠 대학 정치학부 보궐 시험에 응시하여 합격해 대학생이 되었다. 이후 선배의 영향으로 민족파 정치 운동에 열중했다. 이 무렵 연합군 최고사령부는 다쿠쇼쿠 대학이 군국주의의 앞잡이로 침략에 진력했다는 이유로 해산은 면해주지만 대신 교명을 바꿀 것을 지시했다. 이에 다쿠쇼쿠 대학은 고료 대학으로 이름이 바뀌었는데 무라카미는 전교생의 서명을 모아 총장과 교섭하여 교명을 되돌리는 데 성공했다. 이를 계기로 무라카미는 이름을 알리게 되었다. 한편 대학생 때 응원단 활동도 했다.

### 토요보 입사
대학을 졸업한 후에 신문기자를 희망했으나 실패했다. 이후 브라질에 가고자 브라질에 지사가 있던 토요보에 입사하려 했는데 채용이 이미 끝났기에 대신 토요보의 자회사에 입사하는 데 성공했다. 영업부에 배속되어 양복, 셔츠, 여성복 옷감 등의 판매에 종사했다. 거칠었던 대학 응원단 시절과는 다른 분위기에 처음엔 당황했으나 화려한 옷감들을 아카센 업자에게 판매하면서 실적을 올릴 수 있었다.
1959년에는 탄광 시절에 알게 된 고향의 여성과 결혼했다.

### 다마키와의 만남
1960년 토요보가 도산하자 자연스럽게 퇴사했다. 이후 학창 시절의 동급생과의 인연으로 무라카미는 국회 의원회관을 가보게 되었는데 이때 중의원 의원 하야카와 다카시의 소개로 자유민주당 청년부에서 일하고 있던 다마키 가즈오를 알게 되었다. 이때까지는 다마키도 무라카미도 훗날의 지지기반이 되는 종교법인 생장의 집과 연관이 없었다.
두 사람은 국회의원이 되자고 의기투합하여 함께 하수도 사업을 했다. 이 무렵 정계 진출에 관심이 있는 종교 단체 중에서 적당한 후보자를 찾지 못한 곳이 생장의 집이었다. 이에 하야카와가 미키 다케오의 소개장을 가져와 다마키와 무라카미를 생장의 집 총재 다니구치 가슌을 만나게 해주었다.
훗날 무라카미는 "그 당시의 나는 거짓말이 한 번에 다 들통났다는 느낌이었다. 어찌됐든 표를 원해서 만나러 간 거니까. 다니구치 선생님이 내 얼굴을 빤히 바라보면 숨이 막히는 듯한 느낌이었다"라고 회상했다.

### 생장의 집 입신
이를 계기로 다마키는 생장의 집에 입신해 간부 교육을 받았다. 그리고 자민당의 공천과 생장의 집의 추천을 받아 1957년 참원선 보궐선거에 출마했다. 하지만 신도들은 다마키가 선거 때 표를 받기 위해 입신한 거짓 신도라며 그를 신뢰하지 않았고 생장의 집의 신도가 70만 명이 있다고 알려졌지만 다마키는 30만 표만 받은 채 낙선했다.
이후 다마키와 무라카미가 함께 진행하던 하수도 사업도 도산했다. 이후 다마키는 점점 진지하게 생장의 집의 교리를 공부하기 시작했다. 무라카미도 다마키의 설득에 1962년 입신했다. 무라카미는 유흥에 빠져 살던 아버지에게 처음으로 감사하는 마음을 느꼈으며 인생관도 바뀌게 되었다. 이후 무라카미는 생장의 집의 신도가 되었다.

### 「원호법」 제정
1964년에 생장의 집 정치연합이 발족하자 무라카미는 국민운동본부장이 되었다. 이와 동시에 일본을 지키는 모임의 국사대책국장에 취임했다. 이 무렵 생장의 집은 야스쿠니 신사와 입장을 달리하며 신일본종교단체연합회를 탈퇴했다.
1965년 다마키는 참원선 전국구에 출마해 85만 표를 받고 당선됐다. 이후 무라카미는 다마키의 비서로 일하다가 다마키가 1971년에 재선에 성공하자 교단에 돌아와 생장의 집 정치연합에서 일하면서 동시에 다니구치의 순석을 수행했다.
1974년 참원선이 다가오자 무라카미는 전국구에 입후보했다. 하지만 55만 표를 얻는 데 그쳐 낙선했다. 선거 유세를 할 때 내각총리대신이던 다나카 가쿠에이가 직접 무라카미에게 전화해서 당선되기에 1만 5천 표가 부족하다며 도와주겠다고 제안했다. 하지만 무라카미는 후쿠다 다케오 파벌의 지지를 받고 있기에 다나카의 도움을 받을 수 없다며 거절했다. 낙선 후 다나카가 무라카미에게 전화했을 때 무라카미는 부재중이었기에 아내가 대신 받았다. 이때 다나카는 "자네의 남편은 완고해서 안돼. 내가 그렇게나 1만 5천 표가 부족하다고 말해도, 나한테 와라고 말해도 그 녀석은 오질 않았어. 앞으로 자네도 여러모로 힘들겠지. 무슨 일이 있거든 자네가 나한테 오도록 해"라고 말했다. 이 말을 들은 무라카미의 아내는 감격하여 눈물을 흘렸다고 한다.
무라카미는 쇼와 천황의 재위 50년 봉축 행사를 추진하면서 「원호법」 제정 운동을 시작했다. 일본을 지키는 모임과 함께 이 운동을 추진한 주체가 생장의 집 학생회 전국총연합 출신자들을 중심으로 한 일본청년협의회였는데 이 운동은 훗날의 일본회의의 원류가 되었다. 무라카미는 가바시마 유조 등과 함께 운동을 전개했고 1979년 국회에서 「원호법」이 제정되었다.
「원호법」 제정 과정에서 결집한 원호법제화 실현 국민회의가 이대로 해산하기엔 아깝다는 이유로 일본을 지키는 국민회의로 조직이 개편되었다. 사무국은 메이지 신궁 관계자와 생장의 집 관계자들로 구성되었는데 이는 일본을 지키는 모임도 마찬가지였다.
한편 다마키가 1977년 의원집단 종교정치연구회를 창설하자 무라카미는 사무국장으로 일했다.

### 정계 입문
1980년 참원선 전국구에 재도전한 무라카미는 110만 표를 얻어 당선돼 정계 입문에 성공했다. 후쿠다파의 지지를 받은 것이 있어 원래 후쿠다파에 가입하길 원했으나 다마키가 자신의 파벌을 창설하길 원했고 무라카미에게 함께해 줄 것을 요청했다. 고민에 빠진 무라카미는 결국 어느 쪽에도 가입하지 않은 채 무파벌로 남았다.
이후 교단의 요청에 따라 「우생보호법」 개정에 임했다. 당시 정부는 정신 혹은 신체에 현저하게 해를 끼치는 경우가 아닌 이상 임신한 여성이 경제적인 이유로 중절하는 것을 금지하는 개정안을 국회에 제출했는데 생장의 집 등 종교 단체는 이에 찬성했으나 여성 단체의 반발이 심했다. 이 개정안은 자민당 내에서도 찬반 논란이 잇따랐고 결국 1983년 5월 시기상조라고 결론지어져 폐안되었다. 이후 생장의 집 정치연합은 해산했고 생장의 집도 서서히 정치와 거리를 두기 시작했다.
무라카미는 사이타마현 시키시에 거주하고 있어 자민당 사이타마현 연합회에 소속되어 있었는데 이로 인해 지역구를 사이타마현으로 옮긴다는 소문도 있었다.

### 나카소네파 가입
1981년 설립된 다 함께 야스쿠니 신사에 참배하는 국회의원 모임의 사무국장을 맡는 등 비교적 비둘기파가 많았던 당시 자민당 참의원 의원들 중에서 무라카미는 매파로서 두각을 드러냈다. 다마키가 청람회에 가입하자 다마키와 함께 1982년 자민당 총재 선거 때 나카가와 이치로를 지지했으나 패배했다.
1983년 1월 나카가와가 자살한 뒤에 생장의 집 2대 총재가 된 다니구치 세이초의 중개로 나카소네 야스히로가 이끌던 정책과학연구소에 가입했다. 이후 참의원에서 나카소네파의 세력 확대를 위해 노력했다. 1986년에 나카소네가 정치 생명을 걸고 양원 동시 선거에 나서자 무라카미는 자민당 전국조직부위원장을 맡아 나카소네의 유세에 모두 동행했다. 나카소네는 선거를 승리로 이끌어 총재 임기를 1년 더 연장할 수 있었고 무라카미도 재선에 성공했다.
1987년에 다마키가 죽은 뒤 무라카미는 참의원 자민당 국회대책위원장이 되어 일본사회당, 민사당 등 야당 의원들과 인맥을 만들고 참의원 내에서 영향력을 넓혔다. 한편 생장의 집이 정치와 연을 끊자 중소기업정치연맹을 새로운 지지 기반으로 삼았다. 1991년 4월 중소기업경영문제의원연맹이 발족하자 간사장에 취임했고 나중엔 회장이 되었다. 그리고 KSD중소기업경영자복지사업단이 국제기능공예대학 설립을 추진하자 이를 지원하기 위해 국제기능공예대학 설립 추진 의원연맹을 구성해 회장을 맡았다.

### 입각
1992년 12월에 미야자와 내각 (개조)이 발족하자 노동상으로 취임해 처음 입각했다. 당시 참의원 의원 중에선 이노우에 다카시와 함께 두 사람이 입각했는데 나카소네 내각에서 방위정무차관을 지낸 적이 있던 무라카미는 처음엔 방위청 장관을 희망했다. 그런데 참의원 의장 사이토 주로가 노동상을 제안하자 이를 거절했다. 하지만 나카소네도 노동상을 권했고 총리대신 미야자와 기이치가 생활 대국의 일환으로 노동 시간의 단축 등을 추진하려 하는데 국회대책위원장 경험을 살려 야당을 설득해줄 것을 부탁했다. 결국 무라카미는 이를 받아들였다.
당시 내각관방장관이던 고노 요헤이는 무라카미에게 "무라카미 선생, 선생이 방위청 장관이 되면 총리가 안심하고 외유를 하기가 힘들다고 합니다. 당신이 총리가 부재중인 틈을 타서 쿠데타를 일으킬 수 있다면서요"라고 농담을 건넸다고 한다. 이는 무라카미의 매파적 성격을 보여준 것인데 프로 국대 정치인을 자임하는 무라카미는 당내 반대파와 야당 설득에 진력하여 "매파인 무라카미가 이렇게까지 하나"라며 반대파들의 협력을 이끌어냈다.

### 전후 50년 결산
1993년 총선에서 과반을 상실한 자민당은 창당 이래 처음으로 정권을 빼앗겼다가 1994년 6월에 자사사 연립 정권을 구성해 1년 만에 여당으로 돌아왔다. 자민당과 사회당은 추진해 온 정책이 서로 달랐지만 사회당은 이미 안보와 자위대 문제에서 자민당과 타협했고 남은 문제는 전후 50년 부전 결의였다. 이는 연립 정권을 구상할 때 이미 합의된 것이었지만 자민당 내에선 찬성파와 신중파로 나뉘어 격렬한 대립이 이어지고 있었다. 그리고 1995년 3월에 무라카미가 자민당 참의원 간사장에 취임했다. 당시 당5역은 모두 결의안에 찬성하는 입장이었지만 무라카미는 홀로 반대하고 있었다.
6월 6일 밤에 우익 정치 운동가인 가바시마 유조와 고쿠가쿠인 대학 교수 오하라 야스오, 그리고 민족파 간부 약 50명이 부전 결의안에 반대하며 무라카미의 참의원 간사장실을 점거해 농성을 시작했다. 자유민주당 정무조사회장 가토 고이치 등은 민족파와 교섭에 나섰지만 난항을 거듭했다.
최종적으로 '세계 근대사상에 수많은 식민지 지배나 침략적 행위를 생각하며'란 문장을 삽입하고 '우리나라가 과거에 저지른 행위나 다른 나라, 특히 아시아의 여러 나라의 국민들에게 입힌 고통을 인식하고 깊이 반성하는 마음을 표명한다'라는 문장으로 합의가 이루어졌다. 무라카미는 이 정도라면 일본이 식민지 지배나 침략적 행위를 했음을 인정한 것이 아니라고 보인다며 가토나 간사장 모리 요시로에게 받아들이겠다고 전달했다.
그런데 나중에 '우리나라가 과거에 저지른 이러한 행위나 다른 나라 … (후략)'로 '이러한'이라는 문구가 추가되어 일본이 침략 전쟁을 했음을 인정하는 듯한 문구로 바뀌었다. 이에 민족파는 격노했다. 무라카미는 중의원 의결은 어쩔 수 없지만 참의원에선 의결되지 않을 것이라며 민족파를 설득했고 실제로 참의원은 전후 50년 부전 결의안을 부결시켰다.
훗날 무라카미는 인터뷰에서 "무라야마 도미이치 씨에게 자주 말했어. 내가 50년 결의를 통과시키지 않았으니까 당신이 무라야마 담화를 낼 수 있었다고. 그 무라야마 담화가 이렇게 유명해졌으니까 당신은 나에게 감사해야 한다고. 그러니까 무라야마 씨도 그렇다고 하더라고"라고 말했다.

### 참의원의 실세
1997년에 후생상 고이즈미 준이치로가 후생성 간부와 함께 참의원 후생위원회 간사와 식사를 했다. 그런데 이 사실을 참의원 간사장이던 무라카미에게 사전에 알리지 않았다. 무라카미는 원활한 참의원 심의를 위해 참의원 상임위 간사의 스케줄을 관리해야 하는 입장에서 이런 식으로 간사와 개인적인 약속을 잡는 건 곤란하다며 화를 냈다. 그리고 후생위원장에게 의사권 발동을 촉구해 후생성 간부의 출석을 요구했다.
일이 복잡해지자 간사장 가토는 무라카미를 참의원 간사장에서 경질하려고 했으나 무라카미는 참의원의 독자성을 방패로 삼아 저항했다. 당시 자유민주당 집행부는 자사사 연립에 반대하는 세력이 무라카미를 지지하는 것을 부담스러워 했는데 간사장 대리 노나카 히로무가 무라카미에게 "당신은 실질적으로 참의원을 지배하려 하고 있다. 그야말로 천하를 쥐려는 속셈이 아닌가"라고 말하면서도 끝내 무라카미를 경질하지 못했다.
결국 집행부는 고이즈미가 무라카미에게 사죄하는 것으로 사태를 수습하고자 했다. 고이즈미가 이를 받아들여 무라카미에게 사죄하면서 비로소 사태는 진정됐다. 그리고 1년 뒤 참원선 때 무라카미는 노나카와 공천 문제를 둘러싸고 대립했는데 자민당이 참패하자 책임을 지고 무라카미는 참의원 간사장에서 물러났다.
무라카미가 속한 파벌인 정책과학연구소는 와타나베 미치오가 1995년에 사망한 뒤로 새 회장을 선임하지 않고 일종의 집단지도체제로 파벌을 운영해 왔다. 하지만 총재 선거에 후보도 내지 못하는 상황에서 소장파 의원인 야마사키 다쿠의 총재 선거 출마는 반대하는 구태의연한 모습에 실망한 야마사키가 자신을 따르는 30여 명의 의원을 데리고 파벌을 이탈해 버렸다. 이에 정책과학연구소는 무라카미를 새 회장으로 추대해 전환기를 마련하고자 했다. 참의원 의원이 자민당 파벌의 영수가 된 건 창당 이래 처음 있는 일이었다.
이후 파벌의 노선을 둘러싸고 세이와 정책연구회가 분열하자 가메이 시즈카가 이끄는 의원들이 무라카미파에 합류해 세력을 회복하자 1999년 3월 파벌의 이름을 지수회로 고쳤다. 그리고 최고 고문이던 나카소네의 지지를 받고 무라카미가 초대 회장이 되었다. 하지만 그 해 7월 자민당 참의원 의원회장에 취임하면서 파벌 회장에서 물러났다. 하지만 참의원 의원으로 처음으로 파벌 영수가 되는 등 무라카미의 권위는 대단했고 이 무렵 무라카미는 참의원의 법왕, 무라카미 천황이라 불리며 참의원의 실세로 군림했다.

### 5인조 회담
2000년 4월 총리대신 오부치 게이조가 중태에 빠지자 차기 총재로 유력시되던 가토와 야마사키를 배제하기 위해 이른바 5인조로 불리는 밀실 회담이 열렸다. 멤버는 무라카미 외에 간사장 모리, 내각관방장관 아오키 미키오, 간사장 대리 노나카, 정조회장 가메이였다. 가토와 야마사키를 배제하고 누굴 차기 총재로 추대할지 논의하던 중 무라카미가 모리에게 당신이 하면 되지 않겠냐고 말했고 다른 사람들도 이에 동의하면서 모리가 후임으로 결정됐다.
훗날 모리가 역대 최악의 총리대신이란 평을 받게 되자 무라카미는 "총리로 추대한 건 가장 큰 실수였다. 신의 나라 발언 등 분위기도 못 읽고 사임한 다음에도 부끄러움을 모른 채 올림픽위원장 같은 걸 한다"라며 비판했다.

### KSD 사건
2000년 10월에 KSD(지금의 안신 재단)의 부정 경리 의혹이 발생했다. 2001년 1월에는 무라카미의 정책 담당 비서를 지낸 자민당 참의원 의원 고야마 다카오가 체포되는 등 무라카미가 관여되었단 의혹이 확산되자 결국 무라카미는 참의원 의원회장에서 물러났다. 그리고 2월에 무라카미가 KSD로부터 뇌물을 받았다는 보도가 나왔다. 28일에 자민당을 탈당한 뒤 의원을 사직했고 3월 1일에 뇌물 수수 혐의로 체포됐다.
2003년 5월 20일에 도쿄지방재판소가 무라카미에게 징역 2년 2월과 추징금 7,288만 엔의 실형을 선고했다. 2005년 12월 19일 도쿄고등재판소도 1심과 같은 판결을 내렸고 2008년 3월 27일 상고가 기각돼 최종적으로 형이 확정됐다. 이의신청도 4월 14일 각하돼 5월 15일 도쿄고등검찰청에 의해 도쿄 구치소에 수감되었다. 6월 10일에 도치기현의 기쓰레가와 사회복귀촉진센터로 이감되었다가 2009년 10월 28일 가석방되었고 2010년 5월 5일 형기가 만료되었다.

### 은퇴 후
일본의 우정민영화를 비롯해 총리대신이 된 고이즈미가 추진하는 정책은 물론 정치 수단에도 반대했다. 2005년 참의원 본회의에서 우정민영화 법률안이 부결된 것은 무라카미의 영향력이 아닌가 하는 의혹도 제기되었다.
2011년 6월에 자민당 참의원 의원들에게 당의 결정 사항에 구속되지 말고 양심을 좇아 정치 의사를 표명해야 한다고 호소했다. 또 총무대신정무관에 취임한 하마다 가즈유키가 자민당을 탈당했는데(탈당계를 제출했지만 수리되지 않고 제명되었다) 그후 국민신당 대표 가메이 등과 함께 참의원 자민당 의원들을 당시 여당이던 민주당으로 빼내는 공작을 진행했는데(2010년 참원선에서 패배해 참의원에서 과반을 상실한 상태였다) 그 흑막이 무라카미였다는 의혹이 있다.
2020년 9월 10일 4시 30분 사이타마현 아사카시의 병원에서 사망했다. 향년 88세.

## 역대 선거 기록
|  | 0% |

|  | 0% |

|  | 0% |

|  | 0% |

|  | 0% |